# مجاز الصفاء
مجاز الصفاء هي إحدى بلديات ولاية قالمة الجزائرية.